# Боевые действия на востоке Украины (с 2022)
Боевые действия на востоке Украины во время российского вторжения с 2022 года охватили территорию Донецкой, Луганской, а также Харьковской областей.

## Обзор
На северном направлении одной из первоочередных задач российского вторжения был захват Харькова, но после провала штурма в начале марта, российская армия сменила стратегию – основной удар сместился к Изюму, городу к юго-востоку от Харькова, который планировалось использовать как плацдарм для наступления на города Донецкой области. К началу мая российские войска были выбиты из всех населенных пунктов, откуда они могли вести огонь по Харькову из ствольной артиллерии. Американский Институт изучения войны заявил 14 мая 2022 года, что Украина выиграла битву за Харьков.
С 18 апреля после тактической паузы началась битва за Донбасс, в ходе которой российская армия продолжала попытки замкнуть котёл, периодически уменьшая его масштабы, и к концу мая боевые действия российских войск сконцентрировались на вытеснении украинской армии с территорий Луганской области.
Центральный фронт остаётся относительно стабильным с самого начала конфликта; войска ДНР и ЛНР на этом направлении практически не получили поддержки от российской армии, а их наступление увязло в разрозненных попытках прорыва глубоко эшелонированной обороны. По оценке ISW, Россия планировала окружить украинские войска на востоке Украины, замкнув котёл по линии Изюм — Славянск — Дебальцево, однако в мае в связи со сложностями наступления из Изюма перенаправила усилия на попытки создания меньшего котла вокруг Северодонецка и Лисичанска или на захват Луганской области.
На южном направлении совместные силы России и ДНР добились бо́льших успехов; с 3 марта началась блокада Мариуполя (после соединения наступающих из Крыма российских войск с частями сепаратистов ДНР). В ходе боёв города Мариуполь, Изюм, Попасная и Волноваха были практически полностью разрушены.
В ходе украинского контрнаступления в Харьковской области, начавшегося 6 сентября 2022 года, по состоянию на 9 сентября Украина вернула под контроль около 2500 квадратных километров территории, освободив более 30 населённых пунктов.

### Планы и развёртывание войск

#### Участвующие силы
Со стороны украинской армии с первых дней в боях принимают участие части под управлением Оперативного командования «Восток», после победы на Киевском направлении со стороны Харькова активные действия стали вестись передислоцированными частями Оперативного командования «Север». В городской черте активно применяются силы слабомеханизированной территориальной обороны; в обороне осаждаемых городов также активно участвуют силы нацгвардии Украины.
С российской стороны на начальном этапе вторжения было сформировано четыре группировки войск (сил) — «Запад», «Восток», «Центр» и «Юг» — соответствующих четырём военным округам. На востоке Украины изначально принимали части только западного и южного округов, но в дальнейшем, после отступления российских частей от Киева, к ним добавились силы центрального округа. К поздней осени 2022 за ними были чётко закреплены участки сложившейся линии фронта. Самый северный участок фронта от государственной границы до района Сватово, называемый «купянским направлением», входит в сферу ответственности группировки «Запад». Южнее, на «краснолиманском направлении» действует группировка «Центр». «Донецкое направление» (в том числе район Бахмута), вероятно, находится в зоне ответственности группировки «Юг».
Наступление российских войск поддерживается вооружёнными формированиями из самопровозглашённых отколовшихся и непризнанных марионеточных государств — Донецкой Народной Республики (ДНР) и Луганской Народной Республики (ЛНР). На занятых территориях также принимают участие боевики из ЧВК Вагнера и силы Росгвардии.

### Список сражений
| Северное направление: - Бои за Харьков (2022) - Бои за Изюм - Бои за Лиман - Бои за Рубежное (2022) - Бои за Северодонецк (2022) - Бои за Лисичанск - Бои за Попасную (2022) - Бои за Бахмут - Бои за Соледар | Южное направление: - Бои за Мариуполь (2022) (совместно с наступлением на юге) - Бои за Волноваху (2022) |

Общефронтовые сражения:
- Битва за Донбасс (2022) — попытки российских войск захватить территории Луганской и Донецкой областей с 18 апреля 2022 года.
- Контрнаступление в Харьковской области — операция украинских войск по деоккупации Харьковской области и северных районов Луганской области.

## Хронология

### Наступление российских войск

#### 24 февраля
Начало боевых действий в ночь вторжения переносили с трёх часов на четыре, затем на пять. После того, как президент России Владимир Путин объявил о вторжении в Украину, российские войска пересекли российско-украинскую границу и начали наступление на Харьков. Они встретили сопротивление украинской армии, что положило начало Харьковской битве. Российские войска нанесли ракетный удар по авиабазе Чугуев. По данным OSINT, в результате атаки были повреждены склады ГСМ и инфраструктура.

#### 25 февраля
Утром российские войска продвинулись из Донецкой Народной Республики (ДНР) в сторону Мариуполя. Они столкнулись с украинскими войсками в Павлополе, где украинцы одержали победу, уничтожив при этом не менее 20 российских танков. Вечером ВМФ РФ начал морской десант в 70 километрах от Мариуполя, со стороны Азовского моря.
К северу от Луганска, в Старобельске шли бои.
Между тем ожесточенные бои продолжались на северной окраине Харькова, особенно в селе Циркуны.

#### 26 февраля
Старобельск 26 находился под артиллерийскими обстрелами; часть гражданского населения скрывалась в подвале госпиталя. Российские войска в течение дня продолжили артиллерийские обстрелы Мариуполя.

#### 27 февраля
Синегубов заявил, что в Харьков ворвалась легковая техника российских войск и происходят боестолкновения. Советник Президента Украины Арестович сообщил, что половина российской техники, въехавшей в Харьков, была уничтожена украинскими военными.
К полудню украинские официальные лица, в том числе Синегубов, подтвердили контроль Украины над Харьковом, несмотря на ночную атаку российских войск.
Геннадий Мацегора, мэр Купянска, согласился передать контроль над городом российским силам и обвинил украинские силы в том, что они оставили его, когда началось вторжение. Позже его обвинила в государственной измене генеральный прокурор Украины Ирина Венедиктова.

#### 28 февраля
С западной стороны Мариуполя российские войска продолжают накопление сил в Бердянске, не предпринимая попыток крупного штурма.

#### 1 марта
Глава ДНР Денис Пушилин заявил, что силы ДНР почти полностью окружили город Волноваху и вскоре сделают то же самое с близлежащим Мариуполем. К 1 марта Волноваха была практически уничтожена, почти 90 % её зданий либо повреждены, либо разрушены.
По словам украинских военных, российские десантники высадились в Харькове ранним утром и начали боестолкновения с украинскими войсками после воздушного нападения. Столкновения также произошли возле военного госпиталя города, когда на него высадились российские десантники. Начальник полиции Харьковской области Владимир Тимошко позже заявил, что ситуация находится под контролем.

#### 2 марта
Большая российская колонна из более чем 60 автомобилей вошла в Старобельск 2 марта, но её движение остановили протестующие местные жители. Между тем в Верховной Раде заявили, что в результате обстрела Изюма российскими войсками погибли восемь человек. Неизвестными был убит мэр города Кременная Владимир Струк.

#### 3 марта
Украинские власти заявили, что за последние 24 часа в результате российского обстрела Харькова погибли 34 мирных жителя. В Генштабе ВСУ заявили, что украинские войска продвинулись вдоль государственной границы Сумской области и отвоевали часть территории.

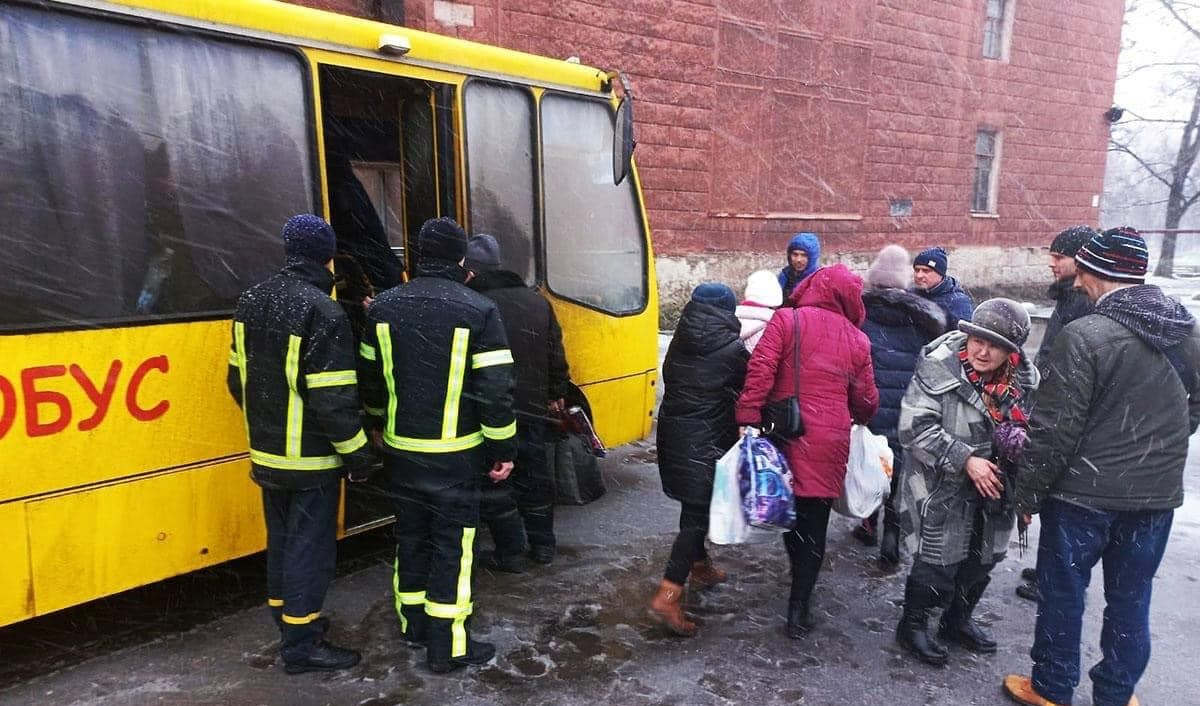
Украинские граждане эвакуируются из Волновахи в Донецкой области

Российские войска вошли в Сватово днём, но были остановлены протестующими; позже местные жители убедили солдат уйти из города. Силы Луганской Народной Республики и российские войска тем временем днём овладели Новоайдаром.
Тем временем Минобороны России заявило, что заняло Балаклею.
По сообщениям ISW, Старобельск был занят войсками ЛНР.

#### 4 марта
Мариуполь был полностью заблокирован, его глава просил о создании гуманитарного коридора для эвакуации более 400 000 жителей, у которых в результате российской осады отсутствует тепло, электричество, нет доступа к воде и заканчивается еда. Он также заявил, что российская артиллерия обстреливает городские больницы ракетами «Град».

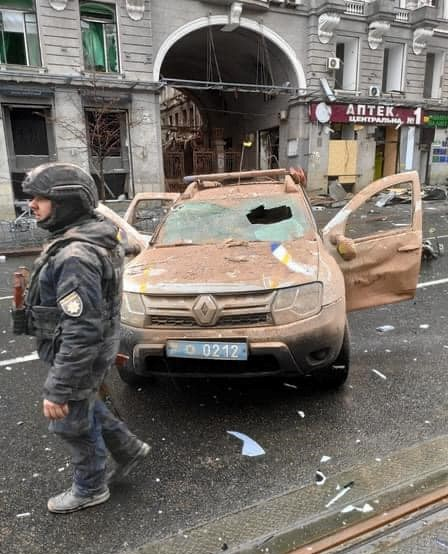
Сотрудник харьковской полиции во время российского вторжения 2022 года

#### 5 марта

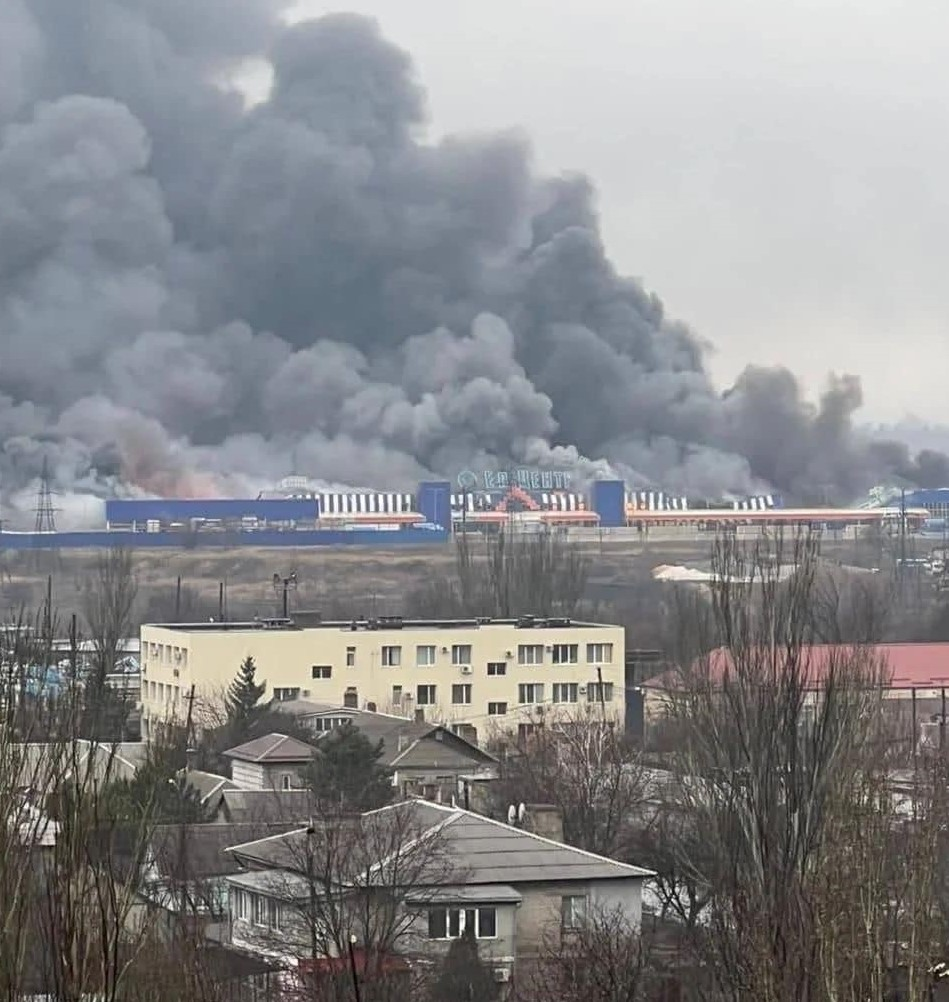
Эпицентр К загорелся во время российской бомбардировки Мариуполя

В Волновахе было объявлено о прекращении огня, но позже оно было сорвано — украинские власти обвинили российские войска в том, что обстрелы продолжались во время процесса эвакуации мирных жителей, при этом уточнив, что около 400 мирных жителей всё же смогли покинуть город. В то же время президент России Владимир Путин обвинил украинские силы в срыве соглашения о прекращении огня.

#### 6 марта

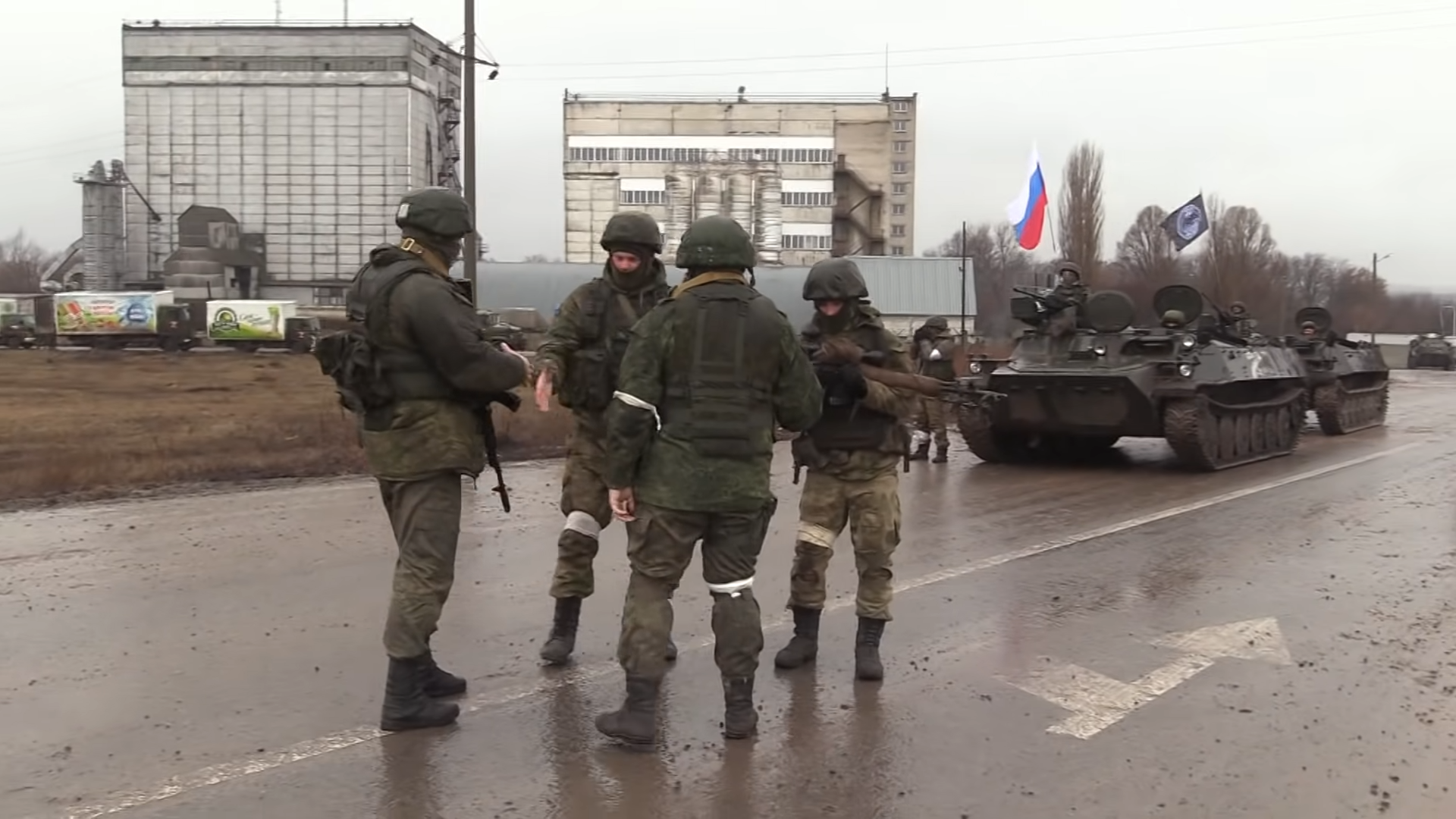
Сбор подразделений России и ЛНР в Новоайдаре, 6 марта

Вторая попытка эвакуации мирных жителей из Мариуполя также была сорвана, причём обе стороны обвиняли друг друга. Украинские чиновники сообщили, что эвакуировать людей из Мариуполя не получается из-за российских обстрелов, в заявлении Международного комитета Красного Креста говорится о провале попыток эвакуации, отмечается, что соглашение между сторонами конфликта не содержит конкретики и не работает. Например, группа МККК обнаружила, что одна из предложенных дорог в коридоре была заминирована. Продолжались на ожесточённые бои в городе.
В Старобельске в результате протестов у здания городской администрации был поднят украинский флаг.

#### 7 марта
Ночью в ходе контратаки украинской армии был отбит Чугуев под Харьковом. Минобороны Украины заявило, что в ходе боёв был убит генерал-майор Виталий Герасимов, а также были убиты и ранены другие высокопоставленные офицеры российской армии: утверждалось об убийстве Дмитрия Сафронова, командира 61-й бригады морской пехоты, и подполковника Дениса Глебова, заместителя командира 11-й гвардейской десантно-штурмовой бригады.
Нефтебаза в Луганске загорелась в 06:55. Луганская Народная Республика обвинила в этом ракетный удар украинских сил.

#### 8 марта
Украинские официальные лица заявили, что 10 мирных жителей были убиты и восемь ранены в результате обстрела Северодонецка в течение дня.
Украинские силы заявили, что отразили атаку российских войск на Изюм.

#### 9 марта
Около 17:00 российские ВВС подвергли бомбардировке здание, которое использовалось как родильное отделение и детская больница в Мариуполе, в результате чего трое мирных жителей погибли и 17 получили ранения.

#### 10 марта
В Минобороны Украины заявили, что украинские силы отражали атаки российских войск в районах Донецка, Слобожанского и части Таврии.

#### 11 марта
Гайдай заявил, что российские войска заняли 70 % Луганской области.
Волноваха была занята силами ДНР, большая её часть была разрушена в ходе боевых действий, на видео, позже размещённых в социальных сетях, видны российские силы во многих районах города.
Российские войска предприняли несколько безуспешных попыток штурма Мариуполя и продолжили обстрел города. При этом городской совет Мариуполя заявил, что во время осады было убито не менее 1582 мирных жителей.
По словам мэра Вячеслава Задоренко, в результате артиллерийского обстрела Дергачей в течение дня погибли трое мирных жителей.
Войска России и ЛНР обстреляли дом престарелых в Кременной.

#### 12 марта
Украинские силы подтвердили гибель полковника Валерия Гудзя из украинской 24-й механизированной бригады во время боёв на линии Луганской фронта.
Украинские официальные лица обвинили Россию в применении ночью боеприпасов с белым фосфором по городу Попасная Луганской области. Далее на юге области около 2:00 был взорван монастырь Святогорской Лавры, в результате чего было ранено 30 человек и повреждён монастырь.
Вице-премьер-министр Украины, министр по вопросам реинтеграции временно оккупированных территорий Ирина Верещук сообщила, что из Запорожья в Мариуполь выдвинулся гуманитарный конвой.
Губернатор Донецкой области Павел Кириленко заявил, что посёлки Никольское, Мангуш и Урзуф заняты российскими войсками. Он добавил, что все города области, кроме Волновахи, находятся под контролем украинских сил.

#### 13 марта
Минобороны России заявило, что российские войска заняли населённые пункты Никольское, Благодатное, Владимировка и Павловка в Донецкой области. Ими также утверждалось, что они освободили около 300 мирных жителей, взятых в заложники батальоном «Айдар» в монастыре в Никольском.
Украинские военные заявили, что российские войска в течение дня заняли населённые пункты Старомлыновка, Евгеневка, Павловка и Егоровка. Глава военно-гражданской администрации Луганской области Сергей Гайдай сообщил об обстрелах Северодонецка, в результате которых один человек погиб, и несколько получили ранения.

#### 14 марта
Была сбита ракета «Точка-У» над Донецком, её части упали на центр города, в результате чего, по заявлению Минобороны России, 23 мирных жителя погибли и ещё 28 получили ранения. Глава ДНР Денис Пушилин заявил, что обстрел по городу Донецк вёлся с украинской стороны, однако украинские военные отрицали нападение и заявляли, что это была «опрелелённо российская ракета или другой боеприпас».
Позже украинские силы заявили, что российские войска 336-й бригады морской пехоты и 11-й десантно-штурмовой бригады пытались продвинуться в Донецкой области в 17:00, но были отбиты, в результате чего погибло до 100 солдат и уничтожено шесть машин ВС РФ.

#### 15 марта
Гайдай заявил, что четыре мирных жителя погибли в результате обстрела российскими войсками больницы, дома для детей с нарушениями зрения и трёх школ в Рубежном.

#### 16 марта
Украинские войска отбили несколько атак на Рубежное, Северодонецк и Лисичанск. Российские войска произвели бомбовый удар по Мариупольскому драматическому театру, погибло от 300 до 600 гражданских. На подконтрольной ДНР территории была обстреляна Макеевка.

#### 17 марта
Пентагон предположил, что город Изюм был захвачен российскими войсками.
Генштаб Вооруженных сил Украины сообщил, что российские войска готовят возобновление атак на Северодонецк, а в районе населённого пункта Сиротино — понесли потери и отступили.

#### 19 марта
Согласно заявлениям Генштаба Украины, российским силам в ходе продолжающегося штурма Рубежного удалось закрепиться в западных и северо-западных окраинах города.

#### 20 марта
Российские власти подтвердили смерть заместителя командира Черноморского флота РФ Андрея Палия под Мариуполем.
Генштаб Украины заявил, что российские силы продолжают попытки захвата Попасной и других соседних крупных населённых пунктов, однако украинская оборона продолжает стоять.

### Стабилизация фронта

#### 22 марта
Генштаб Украины заявил, что российские силы сконцентрировались на захвате Рубежного, Северодонецка и Попасной, но безуспешно.
Глава ЛНР Леонид Пасечник заявил, что ими были заняты почти 80 % территории Луганской области, но Попасная, Лисичанск, Рубежное, Северодонецк и Кременная находятся под контролем ВСУ и что силы Народной милиции ЛНР стремятся взять Попасную и Рубежное. Также он назвал обстановку на полях сражений «стабильно напряжённой».

#### 24 марта
Российские войска вошли в центр Мариуполя.
Минобороны России заявило, что город Изюм взят российскими военными под полный контроль, однако бои за южную часть города продолжались до 1 апреля.

#### 26 марта
В ДНР заявили об открытии своих отделений полиции в оккупированных частях Мариуполя, согласно сообщениям Генштаба Украины, российские силы вели небольшие наземные штурмы для занятия Рубежного.

#### 27-29 марта
Продолжились позиционные бои за Попасную.

#### 30 марта
30 марта глава Луганской военной администрации Украины Сергей Гайдай заявил, что противник сосредоточил усилия на взятии под контроль населённых пунктов Попасная и Рубежное. Наносятся ракетные и авиационные удары. Алексей Арестович в интервью Би-би-си заявил, что в Мариуполе разрушено 90 % зданий, погибло 5 тысяч человек, а 170 тысяч до сих пор находятся в городе.

#### 1 апреля
При отступлении из Изюма украинскими военными была подорвана Оскольская дамба на водохранилище, чтобы замедлить продвижение вражеских армий. По сообщениям местных жителей, вода в Северском Донце поднялась на полтора метра, возможны значительные затопления территории.
Отмечается, что взорвана дамба на рыбхозе в Новоселовке и мост на Дробышево. Затоплены поля и огороды в прилегающей местности. Также стало известно об уничтожении моста через Северский Донец возле Святогорска. Журналисты уточняли, что взорванный 233-метровый мост находился в селе Богородичное по дороге от трассы Киев-Довжанский до Святогорска.

#### 8 апреля
Примерно в 10:30 ракетой «Точка-У» был нанесён удар по железнодорожному вокзалу в Краматорске, погибло 60 человек, было ранено 111.

#### 11 апреля
Батальон Азов сообщил о применении неизвестного отравляющего вещества на территории Азовсталь.

#### 13 апреля
Российские войска взяли Мариупольский металлургический комбинат имени Ильича.

#### 15 апреля
15 апреля украинская омбудсмен Людмила Денисова заявила о гибели нескольких человек, пытавшихся эвакуироваться из Старобельска в сторону Днепра; об обстреле автобуса с беженцами из Старобельска также сообщило издание La Stampa.

### Бои за Донбасс

#### 21 апреля
Российская сторона заявила о взятии Рубежного, однако независимо заявления не подтвердились.
На спутниковых снимках в селе Мангуш в 12 км от Мариуполя были обнаружены новые свидетельства массовых захоронений.

#### 27 апреля
На территории России, в районе села Старая Нелидовка Белгородской области загорелся склад боеприпасов в результате атаки ВСУ; погибло 7 и ранено 43 российских военнослужащих, уничтожено 15 и повреждено 30 единиц военной техники. Противовоздушная оборона работала в Курской и Воронежской областях.

#### 1 мая
Генштаб ВСУ сообщил, что войска России и ДНР продвинулись в направлении Лимана.

#### 4 мая
Глава Луганской ОВГА Сергей Гайдай заявил, что запасов воды и еды у жителей Рубежного и Попасной осталось на одну неделю.

#### 8 мая
Российские войска взяли город Попасная Луганской области. Также украинские источники сообщали об активных боях в Лисичанске.

#### 9 мая
Войска ЛНР заняли Нижнее. Украинские источники сообщали о тяжёлых боях в Белогоровке.

#### 11 мая

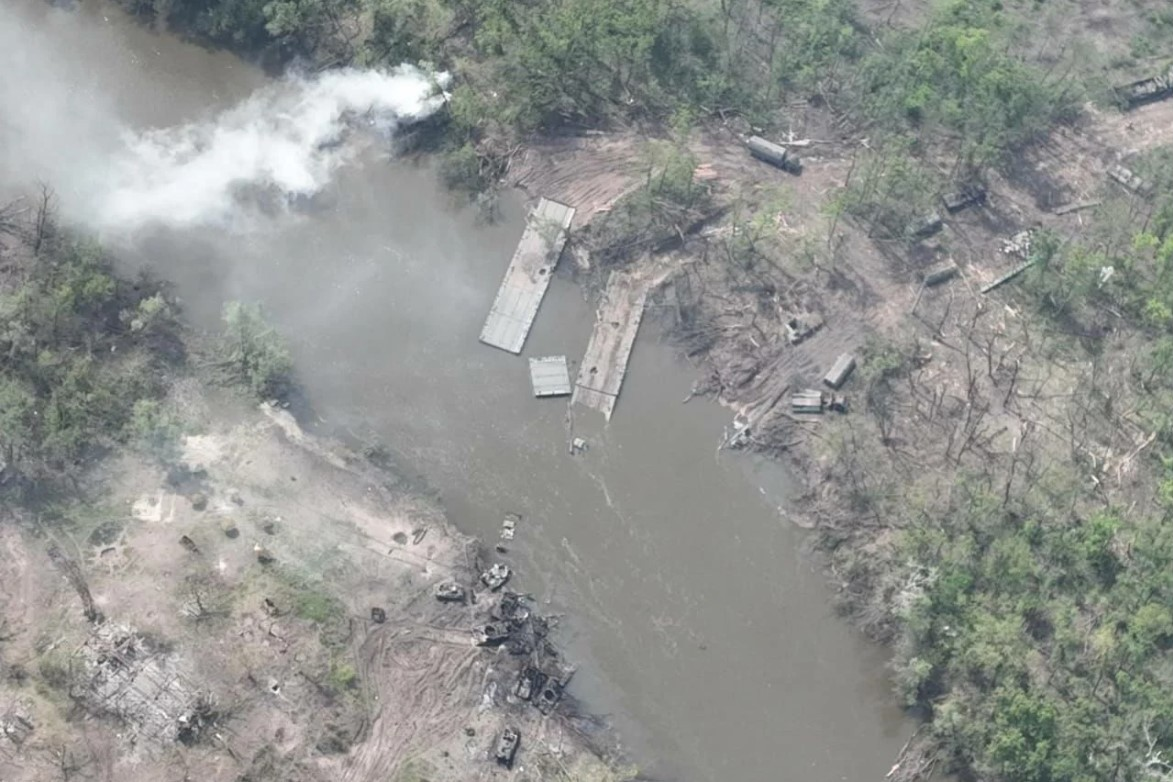
Разбитая военная техника у Северского Донца

По оценке The New York Times, основанной на анализе открытых источников, в результате неудачной попытки форсировать Северский Донец были убиты либо ранены более 400 российских солдат, что является одной из самых крупных потерь российской армии с начала вторжения. Институт по исследованию войны утверждает, что потери российских войск в этом эпизоде составили 485 человек, также было потеряно более 80 единиц техники.
Украинские власти сообщали об интенсивных боях в Северодонецке, Лисичанске, Рубежном, Белогоровке, Воеводовке, Нижнем, Тошковке и Ореховом. Вокруг Донецка войсками России и ДНР предпринимались неудачные попытки прорыва.

#### 12 мая
Украинские военные заявили, что контролируют лишь трассу Т1302 на западных окраинах города Рубежное. На заводе «Заря» продолжились бои.

#### 15 мая
Войска России и ДНР предприняли неудачные наземные атаки в направлении Славянска и Авдеевки, войска ДНР продвинулись в районах к востоку от Авдеевки. Сергей Гайдай заявил, что командование ВС РФ и НМ ЛНР продолжают попытки захватить трассу Лисичанск-Бахмут для окружения украинских войск в Рубежном, Северодонецке и Лисичанске.

#### 18 мая
18 мая российские войска прорвали оборону ВСУ к западу от Попасной.

#### 20 мая
BBC, опираясь на информацию украинских военных, сообщило продвижении вперед российских сил в Донбассе, и отметили, что это первые тактические успехи российских войск за последнее время. По мнению издания, это может быть знаком того, что начинает сказываться численный перевес в огневой мощи, так как российские войска используют тактику продвижения вперед под сильными бомбардировками.
Украинские военные говорят, что российская армия наступает в районе Лисичанска и Северодонецка. Её артиллерией заблокирована стратегическая магистраль между Бахмутом и Лисичанском. Для того, чтобы замедлить продвижение российской армии, силами Национальной гвардии Украины 12 мая был взорван мост, соединяющий Рубежное и Северодонецк.

#### 24 мая
Разведка Британии сообщила о том, что на востоке Украины российские подразделения медленно продвигаются навстречу друг другу с целью окружить Северодонецк и Лисичанск. Расстояние между северным и южным концами возможных «клещей» составляло всего около 25 километров. BBC, ссылаясь на доклад Генштаба Украины, сообщает о 21-22 километрах. В тот же день обе стороны подтвердили переход города Светлодарска Донецкой области под контроль российских вооруженных сил. До начала боёв его население составляло 11 тысяч человек.
Глава МИД Украины Дмитрий Кулеба назвал российское наступление в Донбассе «крупнейшим на территории Европы со времен Второй мировой войны».

#### 26 мая
Посол ЛНР в России Родион Мирошник заявил о том, что общее количество украинских пленных на территории ДНР и ЛНР составляет около 8 тысяч; по его словам, «каждый день добавляются буквально сотни».

#### 27 мая
По сообщению территориальной обороны Донецкой народной республики, группировки войск ДНР и ЛНР при российской огневой поддержке установила полный контроль над 220 населёнными пунктами, включая Лиман. Ранее советник офиса президента Украины Алексей Арестович сообщил, что ВСУ «потеряли» этот город.
Украинские войска, отступив из Лимана, взорвали последний в этом районе мост через реку Северский Донец.
По сведениям украинского главы региона, лишь 5 % территории Луганской области на данный момент находятся под контролем Украины — вдвое меньше, чем ещё неделю назад.

#### 30 мая
Российские войска вошли в центр Северодонецка. В результате обстрела города Святогорска разрушена Свято-Успенская Святогорская Лавра. Погибли два монаха и монахиня, трое монахов ранены. Владимир Зеленский заявил, что российская артиллерия попала в Святогорскую Лавру, был охвачен пламенем его главный храм. Российские власти отрицали свою причастность к обстрелу, обвинив украинские войска в поджоге монастыря перед отступлением.

#### 31 мая
По словам Сергея Гайдая, Северодонецк частично занят войсками РФ и ЛНР. Украинские власти сообщили, что войска противника контролируют половину территории города. 

#### 3 июня
Российский военный блогер Бойцовый кот Мурз заявил, что из-за некомпетентности российского руководства в боях под Изюмом 35-я общевойсковая армия РФ была уничтожена, а от 64-й и 38-й отдельных мотострелковых бригад осталось лишь около ста боеспособных военнослужащих. Институт изучения войны (ISW) не смог независимо подтвердить эти утверждения, однако отметил, что они соответствуют предыдущим сообщениям о действиях российских войск и их потерях на изюмском направлении.

#### 5 июня
В ходе боёв за Попасную был убит российский генерал-майор Роман Кутузов.

#### 6 июня
Президент Украины Зеленский посетил Лисичанск; при оценках разрушений близлежащего Северодонецка он назвал его «Мёртвым городом».
Сообщалось об успешном контрнаступлении украинских войск в Северодонецке.

#### 7 июня
По сообщению министра обороны России Сергея Шойгу, полностью заняты жилые кварталы Севердонецка, продолжаются бои за промзоны и ближайшие населенные пункты. Также он заявил о занятии 97 % территории Луганской области, «значительной части» заявленных территорий ДНР и ЛНР по левобережью реки Северский Донец, городов Лиман, Святогорск и ещё 15 населённых пунктов.
В Рубежном и Северодонецке в ходе обстрелов были уничтожены 2 госпиталя.

#### 9 июня
Утром генштаб Украинских войск сообщил о штурмовых действиях российских войск в районе Богородичного и Долгенького на южном берегу реки Северский Донец, находящихся на пути российского наступления на Славянск и Краматорск.
По сообщениям британской разведки, за последние два дня российские войска активизировали наступление к югу от города Изюма. По мнению ведомства, усиление позиций на это направление даст возможность России глубже продвинуться вглубь Донецкой области.

#### 13 июня
Глава Луганской ОВГА сообщил, что разрушен последний из трёх мостов, соединяющих Северодонецк с остальной Украиной и заявил, что жители, оставшиеся в городе, оказались в чрезвычайно тяжёлых условиях. По его данным, войска РФ контролируют 80 % города.

#### 16 июня
В Северодонецке на территорию завода «Азот» вошли войска России и ЛНР. В ДНР заявили, что установили контроль над населёнными пунктами Шахтёрск, Луганское, Новолуганское и Рассадки к юго-востоку от Бахмута.

#### 19 июня
Минобороны России заявило о взятии посёлка городского типа Метёлкино у юго-восточной границы Северодонецка, что 20 июня подтвердил глава Луганской ОВГА.

#### 22 июня
Украинские власти и Генштаб ВСУ заявили о захвате войсками РФ расположенных к югу от Лисичанска посёлков: Тошковка, Мирная Долина и Подлесное, Лоскутовка и Рай-Александровка. После взятия этих сёл контролируемые украинскими войсками города Горское и Золотое оказались почти в полном окружении.
По сообщению главы ДНР Дениса Пушилина с начала боевых действий в регионе из-за обстрелов погибли 190 мирных жителей, в том числе девять детей, около 900 получили ранениях.

#### 23 июня
Американский Институт изучения войны сделал вывод о том, что российская армия успешно наступает в направлении Лисичанска с юга, избегая при этом продвижений со стороны Северодонецка, чтобы не форсировать Северский Донец. В результате, они, по мнению ISW, в течение следующей недели смогут атаковать Лисичанск.
Ранее генштаб ВСУ заявил, о том, что ВС РФ удалось взять ряд населённых пунктов на юге этого города. Из-за чего, по словам Алексея Арестовича, были окружены украинские войска в районе Золотого и Горского.

#### 28 июня
Сообщалось о взрыве на складе оружия в Перевальске, Луганская область.

#### 2 июля
Россия заявила о взятии Лисичанска под свой контроль. Украинские официальные лица заявили, что город находится под контролем ВСУ, в то же время Генштаб ВС Украины подтвердил, что войска РФ заняли позиции в селе Верхнекаменка в 15 км к юго-западу от Лисичанска.
Сообщалось о взрыве на складе оружия в Попасной, Луганская область.

#### 3 июля

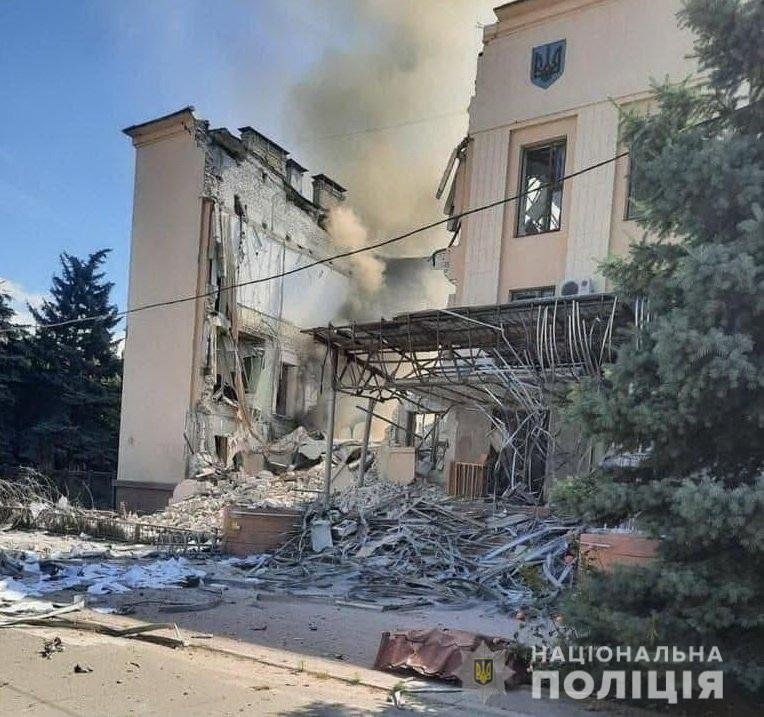
Городская администрация Лисичанска после боёв

Украина заявила, что её военные покинули Лисичанск. Лисичанск был последним городом Луганской области, контролировавшимся украинской армией. Власти ЛНР заявили об установлении полного контроля над территорией Луганской области и о начале боёв за Северск.

#### 4 июля
Министр обороны РФ Сергей Шойгу официально доложил президенту России Владимиру Путину об «освобождении Луганской народной республики». По его данным, на Луганском направлении украинская сторона потеряла 2218 человек убитыми и 3251 ранеными. Путин приказал дать отдохнуть подразделениям принимавшим участие в боях и заявил о присвоение звания Героев России генерал-полковнику Александру Лапину и генерал-майору Эседулле Абачеву.
Сообщалось о взрыве на базе ВС РФ в Снежном, Донецкая область.

#### 5 июля
Сообщалось о взрыве на складе оружия в Кадиевке, Луганская область, и на базе ВС РФ в Донецке. Войска РФ продолжили наступление к северо-западу и востоку от Славянска.

#### 6 июля
Сообщалось о взрыве на базе ВС РФ в Макеевке, Донецкая область. Глава Луганской ОВГА Сергей Гайдай заявил, что войска России не полностью контролируют территорию Луганской области. По его словам, «некоторые населенные пункты были захвачены каждой стороной по нескольку раз».

#### 9 июля
Войска РФ и ЛНР продолжили наступление западнее Лисичанска в сторону Северска (Генштаб ВС Украины заявил, что те начали штурм села Григоровка примерно в 11 км к северо-востоку от Северска). Помощник главы МВД ЛНР Виталий Киселёв заявил, что они взяли Григоровку. По данным властей Украины, на бахмутском направлении войска РФ нанесли ракетные удары по Дружковке и по Часовом Яру, в результате удара по жилым домам в Часовом Яру погибло 48 и было ранено 24 гражданских. 

#### 10 июля
Россия создала гражданскую администрацию в подконтрольных частях Харьковской области. Был представлен новый флаг области с изображением двуглавого орла и символами харьковского герба 18 века. По мнению журналистов, это свидетельствует о планах России по захвату области.

#### 18 июля
Минобороны РФ сообщило о том, что Сергей Шойгу проинспектировал расположения группировки «Восток», участвующей в боях на Украине; с докладом министру обороны выступил генерал-лейтенант Рустам Мурадов, его имя в качестве командующего группировкой «Восток» ведомство озвучило впервые.
Сергей Шойгу, по сообщению Минобороны, дал приказ на приоритетное поражение ракетных и артиллерийский систем большой дальности ВСУ.

#### 22 июля
Власти ДНР освободили 31 из 32 украинских волонтёров, которые доставляли гуманитарную помощь в Мариуполь и помогали жителям эвакуироваться.

#### 25 июля
Поселок Новолуганское, находящийся южнее Бахмута, а также Угледарская ТЭЦ были заняты российскими силами. Власти ДНР заявили, что их войска проводят «зачистку» территории Углегорской ТЭС.

#### 29 июля
Ночью произошёл взрыв в исправительной колонии в Еленовке (Оленовке) Донецкой области, в которой на тот момент содержались украинские военнопленные. Стороны обвинили друг друга в обстреле; по оценке ISW, ответственность за убийство военнопленных несут российские войска, а версия об ударе по колонии со стороны Украины не подтверждается никакими доказательствами.

#### 30 июля
Владимир Зеленский приказал всем оставшимся гражданским лицам в Донецкой области эвакуироваться. По украинским оценкам, на контролируемой Киевом части региона проживало от 200 000 до 220 000 мирных жителей.

#### 4 августа
начальник Авдеевского городского военного управления Виталий Барабаш заявил, что от довоенного населения Авдеевки осталось всего 10 % или около 2500 человек.
Представители ДНР утверждали, что войска России и ДНР полностью заняли посёлок Пески. Генштаб ВС Украины не подтвердил это заявление.

#### 5 августа
Представитель ЛНР Виталий Киселев заявил, что отдельные бригады войск ДНР и силы ЧВК Вагнера взяли под контроль половину Марьинки, а Генштаб ВСУ сообщил, что попытки войск России и ДНР продвинуться на Марьинку не увенчались успехом.
Войска РФ и ДНР заняли Пески.

#### 17 августа
Телеведущий Владимир Соловьев сообщил, что председателем «совета министров администрации Харьковской области», часть территории которой контролируют российские войска, станет глава Краснодара Андрей Алексеенко. Источники издания «Кавказ. Реалии» подтвердили это скорое назначение.

#### 23 августа
Рейтерс со ссылкой на данные пророссийских сепаратистов сообщил об обстреле здания местной администрации в Донецке. Сообщается, что в результате серии ударов два человека погибли и по меньшей мере трое получили ранения.

#### 26 августа
Украинские силы нанесли удар по гостинице «Донбасс» в городе Кадиевка 10 ракетами HIMARS. Киев утверждал, что гостиница использовалась как казарма, и в ней погибли 200 десантников. Независимого подтверждения украинских претензий нет.

#### 3-4 сентября
Украинские войска отбили село Озёрное и приблизились к селу Долина.

### Контрнаступление в Харьковской области

#### 6—7 сентября
6 сентября началось украинское контрнаступление под Балаклеей, российские войска подорвали мост с южной стороны города; 6 сентября украинские войска были замечены в Вербовке, а 7 сентября — под Волоховым Яром и Шевченково севернее Балаклеи, а также в Савинцах восточнее Балаклеи.

#### 8 сентября
Украинские войска заняли Балаклею. Согласно нескольким сообщениям российских «военкоров», украинские войска продвинулись от Шевченково почти до Купянска, а другая их группа, наступая на восток, вышла к берегу Оскольского водохранилища в районе села Сеньково.

#### 11 сентября
Bloomberg сообщил об ударах по объектам энергетической инфраструктуры в глубоком тылу Украины. По сообщениям Генштаба Украины ракетно-бомбовым ударам подверглись более 30 населённых пунктов, включая Краматорск и Днепр и это привело к масштабным отключениям электричества.

#### 12 сентября
Мэр Харькова Игорь Терехов сообщил о том, что, как и в предыдущий день, в результате обстрелов были выведены объекты критической инфраструктуры, из-за чего город остался без света и водоснабжения.
Рамзан Кадыров сообщил о возвращении после отдыха на передовую «элитных» чеченских подразделений во главе с Адамом Делимхановым. Последний, в опубликованном Кадыровом видео, заявил, что «в Херсонской, Запорожской области, Донецкой народной республике» находятся порядка 10 тысяч чеченских силовиков и посоветовал украинским военным ждать «сюрпризов».

#### 15 сентября
Глава ЛНР Леонид Пасечник заявил о попытке ВСУ наступления про всему фронту.

#### 17 сентября
ВСУ штурмом взяли Диброву, Брусовку и Щурово, параллельно расширяя свои плацдармы на реке, создав угрозу окружения российских войск вблизи Лимана и самого города.

#### 19 сентября
Началось широкомасштабное наступление по линии Лиман-Ямполь-Белогоровка, где ВСУ начали бои за Яровую и Дробышево.

#### 20 сентября
Власти ДНР и ЛНР объявили о проведении с 23 по 27 сентября референдумов о вхождении республик в состав России.

#### 22 сентября
Украинские войска прорвали оборону ВС РФ и НМ ДНР в Редкодубе и Карповке, также штурмом взяв Коровий Яр.

#### 23 сентября
ВСУ восстановили контроль над посёлком Яцковка Донецкой области. Посёлок находится к востоку от реки Оскил, которая служит линией фронта для большей части восточного фронта.

#### Ночь с 27 на 28 сентября
Украинские войска форсировали реку Северский Донец в Дроновке, штурмовали Северский Донецкий лесопарк и успешно заблокировали критическую дорогу Кременная-Торское.

#### 28 сентября
Украинские войска взяли под свой контроль Новое и Новосёловку в Донецкой области и продвинулись на восток к Катериновке.

#### 1 октября
Вооруженные силы Украины освободили город Лиман, войска России и ДНР оставили город под угрозой окружения. Владимир Зеленский объявил о взятии под контроль поселка Ямполя.

#### 2 октября
ВСУ продолжили продвижение на восток и северо-восток от Лимана, заняв ряд населённых пунктов, включая Торское. Зеленский заявил, что Лиман «полностью очищен».
Украинские войска обстреляли позиции войск России и ЛНР в Кременной и в то же время продвинулись до соединяющего Кременную и Сватово шоссе, и атаковали как с севера, так и с запада.

#### 3 октября
Украинские войска продвинулись к участку трассы возле Червонопоповки и Песчаного, как в Луганской области, так и вдоль дороги Святово-Кременная в 5 км к северу от Кременной. Российские СМИ с большой обеспокоенностью обсуждали эти украинские наступательные действия и предположили, что украинские войска, скорее всего, двинутся к границе Луганской области и атакуют Кременную в 30 км к востоку от Лимана.

#### 4 октября
Президент России Владимир Путин подписал федеральные законы, ратифицирующие «договоры о принятии ДНР и ЛНР в Российскую Федерацию».

## Оценка хода боевых действий
По оценкам Военной разведки Великобритании, к середине мая российское наступление на Донбассе потеряло импульс и значительно отставало от графика. С аналогичной оценкой выступил и генеральный секретарь НАТО Йенс Столтенберг, предположив, что война России в Украине идет не так, как планировала Москва, и Украина может выиграть эту войну. К тому времени армия РФ не смогла достичь значительных успехов и смогла взять лишь город Попасная в Луганской области, при этом его практически полностью разрушив. В то же время Washington Post со ссылкой на украинских добровольцев, находящихся на передовой в наиболее сложном участке под Северодонецком, сообщал о жалобах на недостаточность проведенной военной подготовки и плохую экипировку. Сообщалось и об арестах по обвинению в дезертирстве.
В конце мая бывший начальник британского генерального штаба лорд Ричард Даннат заявил о том, что Россия добровольно не уступит территории, захваченные в Донбассе, и что НАТО и коалиция западных стран не станут проводить крупную операцию с целью изгнать российские войска оттуда. По его мнению, президенту Зеленскому придется признать, что 10-15 % украинской территории останется под контролем России.
Оценки прессы и экспертов на начало июня в целом сходились и подтверждали локальное превосходство российской армии:
- Washington Post сообщал, что российские войска захватили инициативу в продолжающихся боях на востоке Украины. По данным ISW, к 29 мая под контролем России находилось 95 % территории Луганской области[234].
- По данным Politico и Arab News, украинское руководство открыто обсуждало отступление войск из оставшегося под их контролем остатка Луганской области, который называли «котлом»[235][236].
- По оценкам Wall Street Journal, взятие Северодонецка приблизит Россию к недавно заявленной цели взятия Донбаса под свой контроль и откроет путь к Славянску и Краматорску, считающихся ключевыми украинскими редутами в этой области[237].
- По опубликованным Independent материалам из доклада разведки, у российских войск в Донбассе насчитывалось в 20 раз больше орудий и РСЗО и в 40 раз больше боеприпасов к ним. Как сообщалось, у украинской стороны практически закончились боеприпасы к РСЗО «Смерч» и «Ураган», в их распоряжении остались ракеты к РСЗО «Град» и ствольная артиллерия с максимальной дальностью 30 километров, российские же войска имели возможность наносить удары с расстояния в сотни километров. Отмечалось гигантское превосходство ВВС России в воздухе, при этом сбивать российские самолёты и вертолеты украинцам удавалось лишь изредка; все это приводило к большим потерям Украины. В свою очередь российская сторона старалась максимально использовать сохранявшееся подавляющее преимущество в том, что количество поставляемого западного вооружения для Украины было невелико и доходило оно медленно. Как заявлялось в докладе, в плену у России находилось более 5600 украинских военнослужащих, при том что в украинском плену осталось всего 550 россиян, и в этих обстоятельствах Москва требовала обмена 1 к 1[238].
- Al-Jazeera характеризовала фазу «войной на истощение», назвав ключевыми задачами поддержку снабжения и обеспечение преобладания в огневой мощи на поле боя. Удары российских войск по ремонтным предприятиям и объектам транспортной инфраструктуры были признаны одним из немногих стратегически разумных шагов со стороны России — разрушения снизили возможность Украины обеспечивать свои войска всем необходимым, быстро перебрасывать силы на большие расстояния и восстанавливать повреждённую технику. Отмечалось повышение эффективности действий российской армии — после откровенного фиаско в начале войны подразделения начали действовать более слаженно, допускали меньше потерь, было лучше организовано снабжение[239].
- Агентство Рейтер со ссылкой на украинских официальных лиц отмечало, что война на востоке Украины представляла собой прежде всего артиллерийское сражение, в котором Украина численно явно проигрывала[240], тогда же Нью-Йорк Таймс со ссылкой на украинских чиновников и артиллерийских офицеров писала, что нехватка вооружений на востоке ставила украинские войска в невыгодное положение в артиллерийской войне, поскольку российские батареи делали в несколько раз больше выстрелов, чем украинские: по официальным данным Украины, они производили от 5000 до 6000 артиллерийских выстрелов в день и почти израсходовали боеприпасы, а российские войска ежедневно выпускали около 60 тыс. снарядов и ракет на одном только Донбассе. На передовой украинские солдаты берегли снаряды и часто не могли вести ответный огонь один на один, а посылаемое Западом оружие поступало медленно и в недостаточном для восполнения арсенала Украины количестве[241].
- Руководитель отдела внешней политики Центра европейских реформ Иэн Бонд заявил, что наступление российских войск в Донбассе могло усугубить проблему с единой позицией Запада: если бы российские войска прорвали оборону на востоке и начали движение к Днепру, то среди западных партнеров могли бы начаться разговоры о том, какую часть территории Украина будет готова принести в жертву ради прекращения огня[242].
- Профессор международных отношений Эндрю Лэтэм считал, что у Украины нет возможности освободить завоеванные Россией территории в Донбассе или вдоль азовского побережья. Эти территории, по его словам, занимали центральное место в интересах РФ, украинские же силы были истощены на всем фронте и слабели с каждым днём[243].
- Немецкая разведка предполагала, что сопротивление Украины в Донбассе могло быть сломлено за четыре-пять следующих недель, а к августу вся территория Донецкой области могла быть занята российскими силами. Германия не верила и в возможность того, что украинская армия сможет отбросить противника к границам, существовавшим до начала боевых действий[244][245]; в то же время в самом начале войны немецкая разведка уже считала, что Украина сдастся всего за несколько дней, сейчас же она не верит и в военную победу России — «эта война не будет иметь победителей, все равно придется договариваться», считают в Берлине[244].
- По оценке министерства обороны Великобритании от 3 июня, российская армия добилась тактического успеха в Донбассе и, по всей видимости, удерживала инициативу на этом направлении. Россия контролировала более 90 % Луганской области и имела шансы взять её под полный контроль в ближайшие две недели, однако она добилась этих тактических успехов за счёт значительных затрат ресурсов и концентрации сил на одном направлении — пространства для манёвра или наступления на других фронтах не осталось, все они перешли к обороне. По сравнению с первоначальным планом России, ни одна из стратегических целей не была достигнута — для того, чтобы добиться какого-либо успеха, требовались постоянные огромные инвестиции в человеческие и материальные ресурсы и значительно больше времени[246]. В последовавших брифингах отмечалось также более широкое использование неуправляемых боеприпасов российской армией, что привело к масштабным разрушениям населённых пунктов Донбасса и почти наверняка к значительному сопутствующему ущербу и жертвам среди мирного населения[247].
- Эксперт ISW Фредерик Каган оценил российское наступление под Северодонецком как последнюю попытку показать успехи в информационной войне, заявив, что если украинцы смогут выдержать этот российский штурм, а затем контратаковать истощенные российские силы, у них есть все шансы освободить всю свою землю. Также он подчеркнул, что деморализованные и напуганные солдаты России способны продвинуться лишь сквозь зачищенные артиллерией развалины[248].

В середине июня основной тактикой украинских войск становилось неспешное отступление до границ Донецкой области, а также ожидание поставок дальнобойного западного вооружения: в частности, по данным The Wall Street Journal, украинские официальные лица заявляли, что без широкого и быстрого увеличения военной помощи Украине грозит поражение на востоке Донбасса, что, по их словам, могло в ближайшие месяцы проложить путь для наступления России на Одессу, Харьков и Киев.
- New York Times характеризовали действия украинских войск в Северодонецке как попытку нанести максимальные потери противнику. При этом отмечалось, что количество жертв с украинской стороны в последнее время нарастало, существовал риск окружения остатков группировки в Северодонецке в связи с разрушением последнего моста, соединявшего город с Лисичанском[250].
- Руководитель украинской делегации на мирных переговорах с Россией Давид Арахмия заявил, что ежедневно в Донбассе погибает от 200 до 500 украинских солдат, а количество раненных «намного больше». По его словам, за последние полмесяца число потерь значительно выросло[251].
- Источник телеканала CNN в НАТО предполагал, что Путин по-прежнему верит в то, что будет так или иначе контролировать Украину (пусть даже частично), хоть Россия и потеряла около трети своих сухопутных войск. Также сообщалось о рассмотрении трёх основных сценариев развития событий:
  1. Россия может продолжить добиваться постепенных успехов в двух ключевых восточных регионах — Донецкой и Луганской областях.
  2. Боевые действия на линии фронта могут зайти в тупик и затянутся на месяцы и годы, что приведет к большим жертвам с обеих сторон и нарастающему кризису, который продолжит истощать мировую экономику.
  3. Россия может пересмотреть свои цели в войне и объявить о победе. Этот вариант, по информации CNN, считается наименее вероятным[252].
- Эксперт по российским вооруженным силам Майкл Кофман в интервью New York Magazine заявлял, что Украина находилась в самой опасной точке конфликта: война, в основном, велась артиллерией, а Украина столкнулась с недостатком аммуниции и несла крупные потери[253].
- Независимый польский аналитик Конрад Музыка сообщал, что ситуация под Лисичанском выглядела для украинцев «все более мрачной»: российские войска прорвали оборону на линии Тошковка-Устиновка и находились примерно в 7 километрах от города. По его мнению, Украине необходимо было раньше вывести войска из-под Северодонецка и сосредоточиться на обороне этого района[168].

К концу июня изменения тона оценок не отмечалось:
- По данным Института изучения войны, Россия улучшила свои системы противовоздушной обороны, что вынудило украинских военных сократить применение в Донбассе турецких БПЛА «Байрактар»; отмечалась озабоченность ВСУ тем, что российская ПВО могла сбивать и американские ударные беспилотники GrayEagle. В то же время на фоне потерь в российских пехотных частях (несмотря на призывы со стороны националистических деятелей) российское руководство ограничивалось частичной мобилизацией, что не покрывало кадровые запросы и негативно влияло на моральный дух и дисциплину принудительно мобилизованного персонала[254].
- По оценкам New York Times, перспектива захвата Северодонецка и Лисичанска ставила украинских командиров перед выбором: остаться и сражаться, рискуя оборвать линии снабжения и позволить окружить тысячи защитников, или уйти и лишиться последних крупных городов в Луганской области. По мнению издания, захват трёх населенных пунктов вблизи Лисичанска представлял собой серьёзную брешь в обороне Украины, так как приблизившиеся российские силы угрожали путям снабжения города. Военный эксперт Майкл Кофман назвал «удивительным аспектом» попытку Украины усилить группировку по мере приближения российских войск — по его мнению, Лисичанск и Северодонецк могли пасть в ближайшее время, пусть даже в дальнейшем у России не хватит сил для развития наступления, и ей придется вести борьбу с ещё одним комплексом украинских оборонительных рубежей[255].
- Эксперт по безопасности аналитического центра Европейского совета по международным отношениям Густав Грессель заявил, что собственная оборонная промышленность Украины разрушена, а её запасы старого оружия истощены, в результате чего её вооружённые силы полностью зависят от западного обеспечения. Он предполагал, что нехватка артиллерийских машин дополнится нехваткой танков через два-три месяца, исходя из текущего уровня истощения армии и уничтожения производственной линии в Харькове: поставка танков требует больше времени на подготовку с точки зрения логистики и обучения. С точки зрения Ярослава Качинского, если бы российские войска начали атаку на Харьков и прорвали линию фронта в восточной части Донбасса, была бы «эскалация и ужасное поражение для Запада»[256].
- CNN заявляли, что российские силы переживали лучший период с начала вторжения. Они ликвидировали большую часть украинских оборонительных сооружений в Луганской области, укрепили контроль над полосой территории на юге, улучшили логистику и командную структуру, а также снизили эффективность украинских боевых беспилотников. За последнюю неделю российские войска были вознаграждены за интенсивные бомбардировки оставшихся частей Луганской области, удерживаемых украинскими войсками, которые, наконец, сдали Северодонецк и потеряли территорию к югу от Лисичанска. Российские силы также активизировали атаки в Донецкой области, приблизившись к поясу промышленных городов в регионе, проходящем на юг от Славянска через Краматорск до Константиновки. В Лисичанске и многих городах, разбросанных по линиям проходящего через пять областей фронта Донбасса, украинцы могли столкнуться с повторением того, что произошло в Северодонецке, где они были вынуждены отступить под обстрелами — просто не осталось ничего, что можно было бы защитить[257].

В начале июля оценки положения ВСУ на фоне их отступления от Северодонецка и Лисичанска оставались сдержанными и консервативными:
- По заявлениям губернатора Луганской области Сергея Гайдая, потеря Лисичанска не была критична для украинской стратегии: «Нам нужно выиграть войну, а не битву за Лисичанск». В то же время российским войскам победа позволяла перевести фокус внимания на Северск, Бахмут и Славянск[258].
- По оценкам New York Times, контроль Россией от 80 до 90 процентов территории Донбасса после взятия Северодонецка и Лисичанска был важен и с тактической, и с символической точки зрения, поскольку Владимир Путин мог использовать территорию в качестве рычага влияния в будущих мирных переговорах. Удержание Донбасса также могло бы расширить «сухопутный мост», соединяющий российскую территорию с Крымом[259].
- Согласно докладу британской разведки, быстрый захват Лисичанска позволял России заявлять о существенном прогрессе в занятии территорий Донбасса, а командованию генерала Суровикина удалось добиться эффективного взаимодействия между группами «Центр» и «Юг». В то же время отступление украинской армии от проблемных позиций под Северодонецком оценивалось как своевременное и хорошо спланированное. По их оценке, битва за Донбасс отличалась массированным применением артиллерии и медленными темпами продвижения; такими же ожидались и дальнейшие боевые действия в этом регионе[260][261].
- Американский военный эксперт Дэниел Дэвис считал, что в боях на Донбассе самым большим поражением для Украины была бы не потеря территорий, а потеря наиболее подготовленных и опытных военнослужащих. При этом он отмечал, что тактика российских войск ориентирована на массированные бомбардировки и ввод пехоты в бой только после продолжительных обстрелов, при этом Россия сохраняла значительное преимущество в артиллерии и ракетных боеприпасах (как минимум 10 к 1), а также в авиационных вылетах[262].
- Директор национальной разведки США Эврил Хэйнс обрисовала три возможных сценария: Первый — дальнейшее продвижение России сломило бы волю украинцев и позволило бы российским военным захватить ещё большую часть страны, что являлось новой целью вторжения после провала первоначальной попытки свергнуть правительство Украины. Во втором сценарии — наиболее вероятном, сказала Хейнс во время публичного выступления в Вашингтоне — Россия будет доминировать на востоке, но не сможет продвинуться дальше, страны зашли бы в тупик, который Хейнс назвала «изнурительной борьбой». В третьем сценарии Украина остановит продвижение России на восток, а также преуспеет в контратаках. Украина уже вернула себе часть территории, особенно в южной части страны, и некоторые военные эксперты ожидали в ближайшее время более широкого наступления[263].
- Российские войска, по словам Игоря Гиркина, позволили уйти большей части украинских войск, оборонявших Лисичанск, а сама битва за Луганскую область дала украинцам драгоценное время для перегруппировки и перевооружения в других районах[264].

В середине июля в битве за Донбасс наметился перелом; массированное уничтожение российских оружейных складов с применением систем HIMARS позволило украинским войскам приблизиться к артиллерийскому паритету. Российские войска, беспомощные без массированной артиллерийской поддержки, снизили темпы продвижения, хотя Минобороны Великобритании всё ещё предполагало, что Россия может попытаться захватить несколько небольших городов к концу месяца, сосредоточившись на взятии Северска, Долины и других небольших городов на подступах к Славянску и Краматорску.
- Австралийский военный эксперт Мик Райан отмечал, что Украина использует HIMARS против слабого места тактики России — тенденции хранить боеприпасы рядом с железнодорожными складами и в городах относительно недалеко от фронта[269].

В конце июля продвижение российских войск практически остановилось, а интенсивность российских обстрелов снизилась в 2-3 раза; на тот момент российские войска так и не взяли высоты вокруг Северска, и ISW не видели предпосылок к взятию Славянска и Бахмута.
- Washington Post сообщили, что по оценкам многих западных чиновников и аналитиков (включая эксперта ISW Джорджа Барроса) российские силы в Донбассе близки к тому, чтобы исчерпать свои возможности для дальнейшего продвижения, поскольку их истощённая армия противостоит украинским силам с их недавно полученными приобретениями. Российским войскам, уже отказавшимся от надежд на захват столицы, вскоре, возможно, придётся признать свою неспособность завоевать весь регион Донбасса — единственную публично заявленную цель первоначального вторжения и фокус нынешних наступательных амбиций[271].
- Британская военная разведка полагала, что война в Украине скоро войдет в новую фазу, в ходе которой наиболее тяжёлые бои переместятся с территории Донбасса на южный фронт; длинные колонны российских военных грузовиков, танков и артиллерии продолжали передвижение из Донбасса в направлении юго-запада[274].

16 августа Forbes писал о сохраняющемся преимуществе российской артиллерии в боях за Пески. Со ссылкой на бойцов 56-й моторизованной бригады ВМС Украины, занимавшихся обороной Песок, издание сообщало о нехватке артиллерии со стороны Украины, что приводило к значительному количеству жертв.
В начале сентября, по оценам ISW, переброс российских сил на южный фронт позволил Украине контратаковать в районе Балаклеи в Харьковской области. По оценке издания «Медуза», продвижение украинских войск поставило группу российских войск под Изюмом численностью свыше 10 тысяч человек под угрозу оперативного окружения. Итоговый успех контрнаступления характеризовался как крупнейшая победа со времени отступления российских войск от Киева.
По оценке The Wall Street Journal, в начале марта 2023 года президент Украины Зеленский значительно увеличил усилия по удержанию Бахмута, несмотря на призывы отступить, чтобы сохранить войска для будущего наступления или спасти их от окружения. Как отметило издание, украинские войска также несут большие потери в боях за город. Особенно в данное время — когда дороги с твёрдым покрытием для эвакуации раненых и подвоза боеприпасов стали недоступны для ВСУ, а оставшиеся грунтовые пути — непригодны для передвижения транспорта.

### Оценка эффективности действий сил ДНР и ЛНР
О начале принудительного призыва было объявлено в первых днях полномасштабной войны, а об исчерпании мобилизационных резервов в городах непризнаных республик Аль-Джазира писала ещё в начале марта. The Guardian в публикации от 18 апреля подтвердили отсутствие боеспособных резервов и политику тотального принуждения новобранцев. Также сообщалось, что в Донецке верхний возрастной ценз для призыва был повышен с 55 до 65 лет.
В начале июня Министерством обороны Великобритании также было отмечено, что в этом регионе российские силы в большинстве состоят из резерва самопровозглашенной ЛНР. Эти войска плохо оснащены и обучены, у них нет тяжёлой техники по сравнению с регулярными российскими частями. Использование местных пехотных сил для операций по расчистке городов — это российская тактика, которая ранее применялась в Сирии, где Россия использовала V корпус сирийской армии для штурма городских районов. Предполагается, что такой подход указывает на желание сократить потери регулярных российских войск. 3 июня об активном использовании насильно мобилизованных граждан с территорий непризнанных республик заявлял президент Украины Владимир Зеленский.